# Samostan Reutte
Samostan Reutte bivši je rimokatolički franjevački samostan i s njim povezana crkva u trgovačkome gradu Reutte u austrijskom Tirolu oko 100 km zapadno od Innsbrucka. Crkva i samostanski kompleks čiji je dio imaju status zaštićenoga spomenika prema austrijskom zakonu. Posljednji franjevci napustili su samostan krajem 2014., nakon nekoliko desetljeća pada broja novaka.

## Povijest
Kamen temeljac franjevačkog samostana položen je 15. ožujka 1628. u nazočnosti austrijskog nadvojvode Leopolda i njegove supruge Claudie de' Medici. Kompleks je izgrađen i kao dio šireg otpora Katoličke Crkve protestantskoj reformaciji u šesnaestom stoljeću. Franjevci su za svoj pastoralni rad dobili i susjednu crkvu svete Ane. Samostan je dovršen 1630. godine, međutim, u srpnju 1632. samostanske zgrade i crkvu oštetili su i opljačkali švedski vojnici tijekom Tridesetogodišnjega rata.
Godine 1703. i ponovno 1846. samostan je uništen u požaru, ali je oba puta obnovljen uz novčanu pomoć lokalne zajednice. Tijekom 18. stoljeća u samostanu se nalazio i franjevački teološki studij. Između 1775. i 1782. franjevci iz samostana bili su i vojni kapelani dvorca Ehrenberg.
Doseljavanjem njemačkoga stanovništva iz okolnih država nakon Drugoga svjetskog rata nastala je potreba za zapošljavanjem stalnog svećenika u samostanu u Reutteu. Kako bi se osigurao prostor za župne susrete, između 1959. i 1961. izgrađena je "Paulusheim", nakon čega je sredinom 1960-ih crkva postupno obnavljana. Zvonik je obnovljen 1976., a između 1977. i 2000. u Reutteu su ponovno smješteni novaci franjevačke tirolske provincije.
U drugom desetljeću 21. stoljeća ostala su samo četvorica franjevaca koji su svoje vrijeme posvetili radu u bolnici i župničkom dušobrižništvu. Dana 8. listopada 2013. primljena je vijest da će se samostan Reutte zatvoriti u rujnu 2014.

## Samostanska crkva svete Ane
Samostanska crkva svete Ane postavljena je paralelno s ulicom i uklopljena je u ostale samostanske zgrade. Barokna lađa podupire kor u gotičkom stilu. Toranj se nalazi na južnoj strani kora, djelomično se preklapajući s samostanskom zgradom; ima lučne prozore i na vrhu je kupola u obliku luka karakteristična za slične crkve na ovome području. Lađa i kor  osvijetljeni su kroz polukružne prozore.